# Bernard Brščič
Bernard Brščič, slovenski ekonomist in politik, * 23. avgust 1973, Ljubljana.

## Šolanje
Obiskoval je Gimnazijo Bežigrad. Leta 1996 je diplomiral, leta 2000 pa magistriral na Ekonomski fakulteti v Ljubljani.

## Delo
Med letoma 1996 in 2012 je bil visokošolski sodelavec na Ekonomski fakulteti v Ljubljani, kjer naj bi delo izgubil zaradi neizpolnjevanja obveznosti. Bil je predsednik sveta Inštituta dr. Jožeta Pučnika, povezanega z SDS, in sodelavec londonskega inštituta Centre for Research into Post-Communist Economies, ki ga je vodil Ljubo Sirc.
V letih 2012 in 2013 je bil državni sekretar v kabinetu premierja Janeza Janše (področje reform v pristojnosti ministrstva za delo, družino in socialne zadeve). Bil je imenovan kot predstavnik vlade v medresorsko komisijo za sanacijo bank, ko je Janševa vlada opravljala le še tekoče posle.
Leta 2013 je med direktorovanjem Vitoslava Türka, člana SDS, in tik pred sestopom Janševe vlade, postal svetovalec v Elesu, konec istega leta pa so ga premestili na položaj izvedenca za ekonomsko presojo projektov.

## Podoba v javnosti in aktivizem

### Pogled na ekonomske, okoljske in socialne izzive
Je kritik vladavine Josipa Boza - Tita kot povzročiteljice bankrota Jugoslavije in ekonomske zaostalosti Slovenije v primerjavi z zahodom, ideje o prostovoljnem pokojninskem zavarovanju kot utvare, visokih davkov in univerzalnega temeljnega dohodka. Dvig minimalne plače leta 2009 je označil za norost. Slovenske nepremičnine ima za precenjene. Nasprotoval je zniževanju prispevne stopnje delodajalcev za pokojninsko in invalidsko zavarovanje, dokapitalizaciji Nove Ljubljanske banke, garancijam Holdingu Slovenske elektrarne-ju za gradnjo TEŠ-a 6 in likvidaciji Probanke in Factor banke. Kot evropski kandidat je kasneje dejal, da je TEŠ 6 sicer bil izveden na slab način, vendar je zanesljivejši vir energije od obnovljivih, ki naj bi bili nestabilni in torej prevara.
Je neoliberalni ekonomist, ki je v medijih in na Twitterju napadel več oseb in družbenih skupin. Sodeluje z Nacionalno tiskovno agencijo. Napisal je uvod za knjigo slovenskih identitarcev z naslovom Manifest za domovino, ki je izšla leta 2018 pri založbi Nova obzorja, ki je v solastništvu SDS.
Ne strinja se s predstavo o slovenskih upokojencih, kot parazitih, in z obstojem nezasluženih pokojnin, ki jih ima za veliko finančno breme.
Po njegovem mnenju Slovenija po osamosvojitvi ni šla skozi popolno tranzicijo in sprejela ustreznih reform, da nima vladavine prava in da ima namesto svobodnega tržnega gospodarstva perverzen pajdaški kapitalizem, ki se skriva za tančico nacionalnega interesa in je povzročil kritično pomanjkanje tujih neposrednih investicij.
Meni, da pomoč Afriki in izseljevanje njenih prebivalcev v Evropo ne zaležejo in da si mora ta celina ekonomsko pomagati sama.
Nasprotoval je federalizaciji EU in posojanju denarja zadolženi Grčiji. Evrskemu območju je napovedoval razkroj.
Islam je označil za socialno škodljivega, zaostalega, patološkega, zaviralca rasti BDP in nevarnega uspavani Evropi. T.i. »kulturnim marksistom« je očital zanikanje dejstva, da sta le dva biološka spola.
Nekdanjega ameriškega predsednika Baracka Obamo je označil za muslimana, ki je zrušil afriške in bližnjevzhodne politične voditelje, ki so imeli izvoz azilantov in teroristov pod kontrolo, papeža Frančiška za antikrista, madžarskega politika Viktorja Orbana pa za pravega moškega, ki zna braniti svoje hčere pred nošenjem čadorja.
Je ljubitelj teoretikov Friedricha Hayeka in Alaina de Benoista. Podpira »prave desne stranke«, kot so Nacionalna fronta v Franciji, Ukip v Veliki Britaniji ter poljska Zakon in pravičnost.

### Nastopi na volitvah in izražanje podpore
Izjavil je, da ni bil član stranke SDS, jo je pa volil med leti 1994 in 2018. Pred tem naj bi volil Zmaga Jelinčič, kar je označil za napako. Podprl je Milana Zvera na predsedniških volitvah leta 2012.
Leta 2019 je bil na ustanovnem kongresu stranke Domovinska liga (DOM) izvoljen za predsednika.
Na listi Domovinske lige je leta 2019 neuspešno kandidiral za položaj evropskega poslanca. Ob porazu je razočaranje izrazil z izjavo: »Daš svoj socialni in človeški kapital, pustiš, da tri mesece serjejo po tebi, daš svoj finančni vložek in izjemno veliko energije, pol letošnjega dopusta, potem ti pa slovensko ljudstvo da 1,7 odstotka. Potem si misliš, no ja. Veliko truda za majhen izplen, a tako je življenje.«

### Udeležba na protestih in podpisovanje peticij
Udeležil se je protesta pred vrhovnim sodiščem za izpustitev Janeza Janše iz zapora leta 2014, protesta proti marakeški deklaraciji leta 2018 ter protesta v Jelšanah proti sprejemno-registracijskemu centru za migrante in za varovano mejo leta 2019.
Sopodpisal je protestno izjavo Zbora za republiko proti odlikovanju Tomaža Ertla leta 2009.

### Kontroverze

#### Problematiziranje obnavljanja spomina na holokavst in besedni napad na Roberta Waltla
Brščič je leta 26. aprila 2017 v oddaji Sreda v sredo na televiziji Nova 24TV o holokavstu dejal: »Nemški narod je žrtev židovskega vsiljevanja in kurjenja možganov s tako imenovano holokavstologijo. Sprašujem vas, kaj ima moja generacija Nemcev s Kajnovim znamenjem genocida, domnevnega, oziroma holokavstom. Dejansko gre za zelo perfiden način Židov, da so želeli nemški um zapreti, ustvariti kolektivno krivdo, in ustvariti načrt raznemčenja, razfrancozenja, razangleženja in vzpostaviti multikulti distopijo.« Direktor Judovskega kulturnega centra, Robert Waltl, je čez dober teden v izjavi za javnost na Facebooku napovedal kazensko ovadbo in omenil Brščičevo žaljenje po Twitterju: »Pedrovski multikulti aktivist Waltl si domišlja, da bo ustrahoval Bernarda Brščiča. Ne bo. Kot to ni uspelo Klemenčiču ne bo tudi njemu.«
V Mladini so zapisali, da njegova izjava ni naključje in da bi v primeru njegove obsodbe pred ljubljansko sodno palačo potekali protesti.
Brščičev delodajalec ELES je v izjavi za javnost napisal, da Brščič ni nastopal kot predstavnik družbe, temveč kot fizična oseba izven delovnega časa.

#### Označevanje podsaharskih Afričanov kot umsko zaostalih
Brščič je 11. marca 2020 na Twitterju objavil zapis: »Velja sicer za politično nekorektno, a dejstvo je, da znaša povprečni IQ podsaharskega Afričana 75. Pojasni veliko o zaostalosti črne celine. Afrika je Afrika zaradi Afričanov.« Mladina je to imenovala rasizem.

#### Tožba Luke Mesca zaradi oznake »fašist«
Leta 2019 je Brščič tožil politika Luko Mesca zaradi izjave, da je fašist. Tej oznaki je oporekal tudi z izjavo: »Ne morem dopustiti, da bi se ta etiketa, ki ima v politološki in zgodovinski literaturi jasno konotacijo, lepila name. Gre za čisto laž. Ne vem, kdaj sem zagovarjal črnosrajčnike, totalitarizem, kdaj sem oporekal zasebni lastnimi, kdaj sem zagovarjal korporativno ureditev države.«

#### Norčevanje iz šefic slovenske vojske in policije
Na Twitterju je napisal »In od tehle dveh je odvisna varnost Republike Slovenije...«, zraven pa objavil fotografiji Alenke Ermenc, takratne načelnice Generalštaba slovenske vojske, in Tatjane Bobnar, takratne generalne direktorice slovenske policije.

#### Odnos s Komisijo za preprečevanje korupcije
Komisiji za preprečevanje korupcije (KPK) je leta 2013 priporočil, naj zaposli še kakega ekonomista. KPK, ki ga je takrat vodil Goran Klemenčič, ga je istega leta ovadil zaradi izjav, izrečenih na javnih tribunah Zbora za republiko.

## Kritike

### Zaposlitev v Janševem kabinetu in Elesu
Ekonomist Jože P. Damijan je na svojem blogu posmehljivo zapisal, da je Brščič brez doktorata in s prazno bibliografijo, ter da je njegova zaposlitev v Janševem kabinetu socialni ukrep ob izgubi službe na ljubljanski univerzi.
Ob zaposlitvi Brščiča v Elesu so se pojavili očitki, da je nadomestil kompetentne ljudi in da mu izkušnje z ekonomske fakultete na novem delovnem mestu ne bodo v pomoč. Novinar Mitja Stepišnik je v svoji kolumni v oddaji Studio City povedal, da ima Brščič na državnem Elesu boljšo plačo od predsednika vlade, ki seveda ni posledica njegove strokovne izjemnosti. Mladinin urednik Grega Repovž je opozoril, da je bil Brščičev oče dejaven na vodilnih položajih v energetskem sektorju.

### Odnos do tujcev in priseljevanja
Mladinin urednik Grega Repovž in Miha Mazzini sta se v pisanju kolumen lotili dejstva, da Brščič, sin hrvaškega priseljenca, nasprotuje priseljevanju. Repovž mu je očital, da ni prerastel mladostniških frustracij, Mazzini pa ga je primerjal s češkim desničarjem Tomiom Okamuro, sinom Čehinje ter pol Japonca in pol Korejca. Mladinin kolumnist Vlado Miheljak je napisal, da je Brščič sicer nepomemben, njegove ksenofobije pa se ne bi smelo ignorirati. TV Slovenija je njegovo volilno izjavo iz leta 2019, da 97 procentov imigrantov v Nemčiji v petih letih po prihodu ne dela ničesar produktivnega, označila za neresnično in se pri tem sklicevala na ugotovitve nemškega inštituta za raziskovanje zaposlovanja.

### Kritika papeža Franščiška
Branko Cestnik je na svojem blogu izrazil zadovoljstvo nad tem, da je Brščič podpisal svojo neposredno kritiko papeža Frančiška. Zavrnil je njegove trditve, da je papež podpiral Fidela Castra in da je ikona novega svetovnega reda.

## Družina

### Starši
Njegov oče je bil hrvaški priseljenec Anđelo Brščić (umrl v 80. letu starosti leta 2020), nekdanji direktor ljubljanske Termoelektrarne-Toplarne (TE-TOL), ki je do leta 2013 je vodil hrvaško podjetje v lasti Petra Kotarja, lobista in enega ključnih igralcev v zgodbi o TEŠ6.

### Razmerja in otroci
Leta 2019 se je ločil od prve žene, s katero ima tri hčere. V drugo se je poročil z aktivistko Normo Korošec, nekdanjo sodelavko Aleša Primca, predsednika stranke Glas za otroke in družine. Leta 2020 sta dobila sina.